# Cours Simon

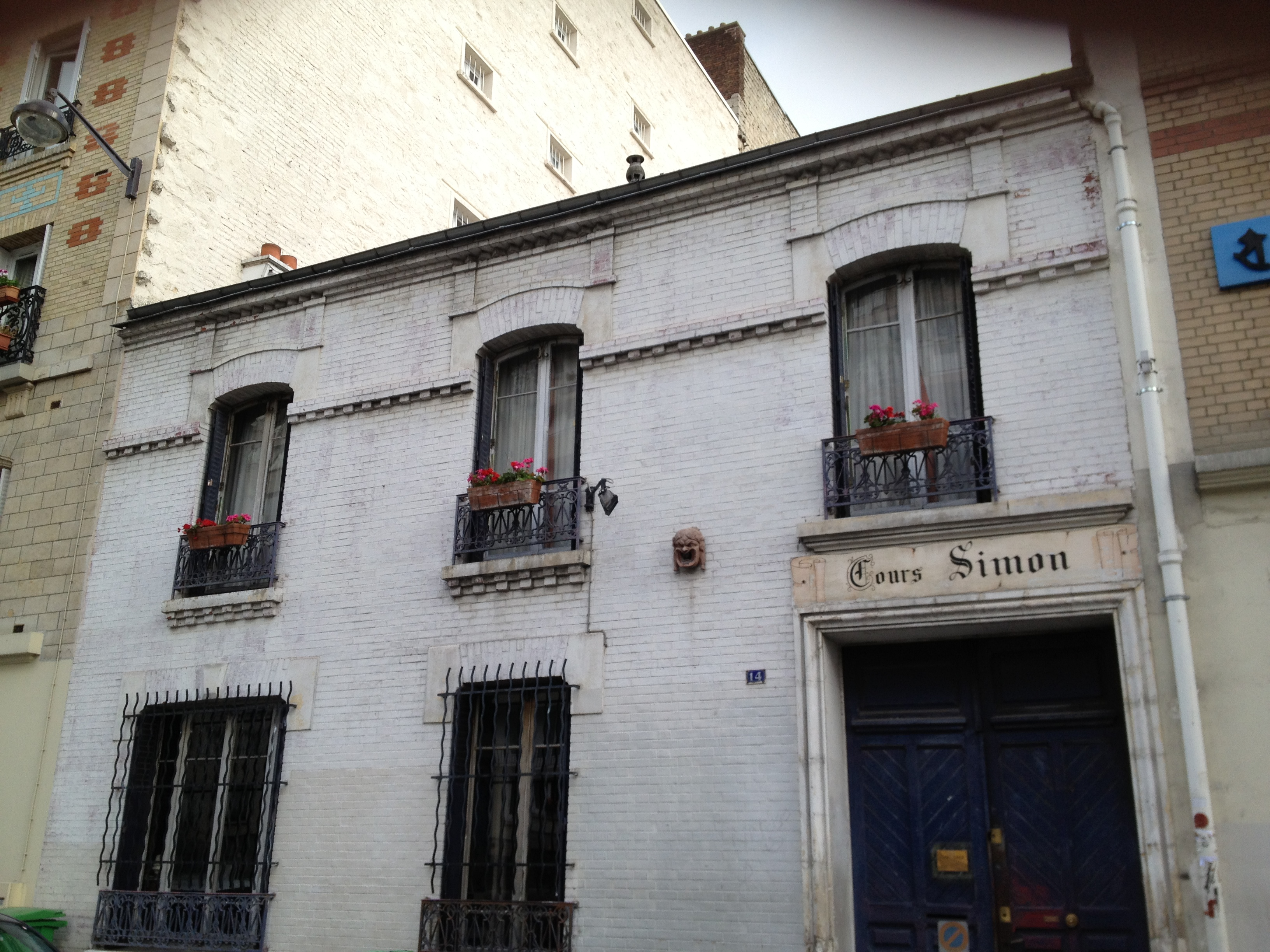
Der Cours Simon, Rue La Vacquerie Nr. 14, in Paris

Der Cours Simon ist eine 1925 von dem Schauspieler und Schauspiellehrer René Simon (1898–1971) gegründete, staatlich anerkannte private Schauspielschule in Paris. Neben den staatlichen Konservatorien war dies die erste derartige Ausbildungsstätte in Frankreich. Simon selbst wurde am Conservatoire national in Paris ausgebildet und debütierte als junger Schauspieler an der Comédie-Française. Bis zu seinem Eintritt ins Rentenalter 1968 unterrichtete er am Conservatoire.
Nach Simon leitete von 1968 an seine Mitarbeiterin, Rosine Margat (1927–2010), den Cours Simon. Sie hatte 1945 als Schülerin bei ihm begonnen und wurde von ihm als Nachfolgerin aufgebaut. 2006 erschien ihr Buch Je serai comédien ! (Editions de La Martinière), das u. a. eine Liste von Fragen enthält, die sie Schauspielaspiranten zu stellen pflegte. Seit 2010 leitet Chantal Brière die Schule.
Die reguläre Ausbildungsdauer am Cours Simon beträgt drei Jahre. Außerdem werden Kurse angeboten, die auf die Aufnahmeprüfung an staatlichen Konservatorien vorbereiten, und es gibt Weiterbildungskurse für Laienschauspieler, auch für Kinder ab acht Jahren.
Gearbeitet wird anhand von Klassikern des europäischen Theaters (darunter Aristophanes, Racine, Molière, Marivaux, Shakespeare und Kleist), von Texten der französischen Schule (Feydeau, Guitry, Courteline, Labiche etc.) sowie moderner europäischer Autoren (Steven Berkoff, Sarah Kane, Edward Bond, Bernard-Marie Koltès, Harold Pinter, Dario Fo, Samuel Beckett, Luigi Pirandello, Bertolt Brecht, Anton Tschechov etc.).
Die Schule befindet sich seit 1983 in der Rue La Vacquerie 14 nahe dem Friedhof Père-Lachaise.
René Simon ist der Vater des populären französischen Hörfunk- und Fernsehmoderators Fabrice (François Simon-Bessy), der von den 1960er Jahren bis zum Jahr 2000 hauptsächlich für das französische Hörfunkprogramm von RTL als Moderator, Show- und Quizmaster tätig war.

## Bekannte Schüler
- Cécile Aubry
- Jean-Pierre Aumont
- Jean-Pierre Bacri
- Jacques Balutin
- Isaach De Bankolé
- Marie-Christine Barrault
- Nathalie Baye
- Guy Béart
- Guy Bedos
- Claude Berri
- Gérard Blain
- Dany Boon
- Patrick Bouchitey
- Michel Boujenah
- Franck Borde
- Claude Brasseur
- Zabou Breitman
- Bernard Campan
- Roger Carel,
- Maria Casarès
- Jean-Pierre Cassel
- Jacques Castelot
- Caroline Cellier
- Patrick Chesnais
- François Cluzet
- Jean-Laurent Cochet
- Clotilde Courau
- Nicole Courcel
- Micheline Dax
- Anouchka Delon
- Danièle Delorme
- Mylène Demongeot
- Sophie Desmarets
- Arielle Dombasle
- Anny Duperey
- Danièle Evenou
- Françoise Fabian
- Christine Fabrega
- Michel Favory
- Edwige Feuillère
- Delphine Forest
- Sophie Forte
- Jacques François
- Sami Frey
- Louis de Funès
- Henri Garcin
- Daniel Gélin
- Éric Génovèse
- Claude Gensac,
- Georges Guétary
- Julien Guiomar
- Jacques Higelin
- Robert Hirsch
- Robert Hossein
- Francis Huster
- Sylvie Joly
- Philippe Khorsand
- Marie Laforêt
- Régis Laspalès
- Jean Lefebvre
- Philippe Lemaire
- Paul Le Person
- Jean Le Poulain
- Xavier Letourneur
- Roland Magdane
- Judith Magre
- Jacqueline Maillan
- Valérie Mairesse
- Marthe Mercadier
- Pierre Mondy
- Guy Montagné
- Jennifer Moret
- Michèle Morgan
- Marie-José Nat
- Hubert Noël
- Gérard Oury
- Maria Pacôme
- Geneviève Page
- Quentin de Palézieux
- François Périer
- Michel Piccoli
- Dominique Pinon
- Patrick Poivey
- Popeck
- Virginie Pradal
- Micheline Presle
- Serge Reggiani
- Jean Reno
- Alain Resnais
- Claude Rich
- Jean Roucas
- Anne Roumanoff
- Yvette Sauvage,
- Michel Serrault
- Hélène Surgère,
- Jean-Marc Thibault
- Patrick Timsit
- Charlotte de Turckheim
- Simone Valère
- Pierre Vaneck
- Marthe Villalonga
- Michel Vitold
- Stéphane Grangeaud
- Pierre Trabaud
- Guy Zilberstein